# Чурек (село)
Чу́рек (болг. Чурек) — село в Софійській області Болгарії. Входить до складу общини Єлин Пелин.

## Населення
За даними перепису населення 2011 року у селі проживали 290 осіб, з них 277 осіб (99,3%) — болгари.
Розподіл населення за віком у 2011 році:
Динаміка населення: